# Megachile monkmani
Megachile monkmani är en biart som beskrevs av Rayment 1935. Megachile monkmani ingår i släktet tapetserarbin, och familjen buksamlarbin. Inga underarter finns listade i Catalogue of Life.